# ام‌وی اورورا (۲۰۰۰)
ام‌وی اورورا (۲۰۰۰) (به انگلیسی: MV Aurora (2000)) یک کشتی است که طول آن ۲۷۰٫۰ متر (۸۸۵ فوت ۱۰ اینچ) می‌باشد. این کشتی در سال ۲۰۰۰ ساخته شد.